# Anthony Holborne
Anthony Holborne, né en 1545 et mort le 29 novembre 1602, est un joueur de cistre et un compositeur anglais.

## Biographie
Il est probable qu'il ait fait ses études au Pembroke College de l'université de Cambridge.
Il épouse Elisabeth Marten le 14 juin 1584.
Admiré de ses contemporains, il est le protégé de Mary Sidney, comtesse de Pembroke, puis entre au service de Robert Cecil, comte de Salisbury au cours des années 1590.
À son recueil de pièces pour cistre, intitulé The Cittharn Schoole (1597), sont ajoutées 6 "canzonets" à 3 voix de son frère William Holborne, également musicien et compositeur. Selon les pages frontispices du recueil de 1597 et du recueil Pavans, Galliards, Almains, and other short Æirs..., publié en 1599 par l'éditeur William Barley, il aurait été au service de la reine Élisabeth Ire.
Tenues en haute estime par ses contemporains, ses compositions ont connu une large diffusion en Angleterre. 
John Dowland dédie à Holborne I Saw My Lady Weepe, la première chanson de son deuxième livre.

## Œuvres
- The Cittharn Schoole... (57 pièces, préludes, pavanes, gaillardes, madrigal, etc., dont 25 avec accompagnement de violes) (1597), recueil de pavanes et gaillardes à 5 parties instrumentales (1597).
- Pavans, Galliards, Almains and other short Aeirs, both grave and light, in five parts, for Viols, Violins, or other Musicall Winde Instruments (1599), le plus gros recueil du genre à nous être parvenu, il regroupe 65 compositions où dominent la combinaison pavane-gaillarde et plusieurs allemandes.

## Discographie
- Anthony Holborne, The Teares of the Muses : pavans, galliards & almains, 1599, Hespèrion XXI, direction Jordi Savall, CD Alia Vox, 2000 (OCLC 77026468)
- Anthony Holborne, The Fruit of Love, L'Achéron, direction François Joubert-Caillet, CD Ricercar, 2014 (OCLC 906565302)

## Sources
- Roland de Candé, Dictionnaire des compositeurs, Paris, Seuil, 500 p. (ISBN 978-2-02-025399-4, BNF 35802927)